# 루시타니아어

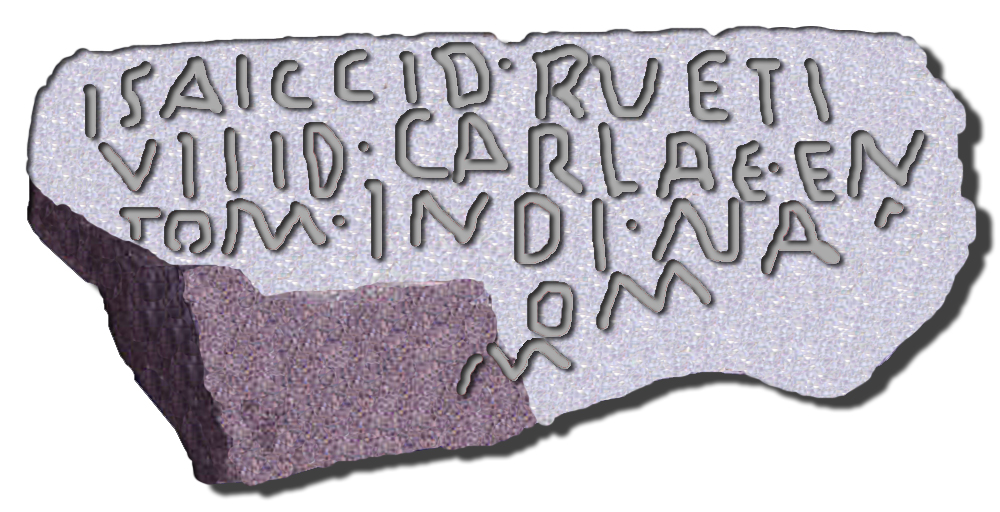
아로요 데 라 루즈(Arroyo de la Luz)의 루시타니아어 비문

루시타니아어는 고대 이베리아 반도의 루시타니아인이 사용하던 인도유럽어족 계통 언어이다. 서기 1세기경으로 거슬러 올라가는 10개가 채 되지 않는 라틴 문자 비문들로 문증되며, 이외에는 지명이나 신명(神名)을 통해 간접적으로 전해질 뿐이다. 당시 루시타니 부족은 도루강과 타구스강에 걸친 지역에 거주하였는데 이는 오늘날 포르투갈 중부와 스페인 서부에 해당하는 땅이다.

## 분류
언어학적 분류에 관해서는 자료가 부족하여 명확히 합의된 바가 없다. 다른 많은 고히스파니아 언어들처럼 켈트어파에 속한다는 가설이 있고, 이외에 켈트어파의 자매 분파(측켈트어)에 속한다는 가설과 아예 켈트어파 언어가 아니라는 가설이 있다.
켈트어파가 아니라는 주장 가운데에는 가설에 따라 고대 리구리아어, 이탈리아어파 등 다양한 언어와 가깝다는 가설이 병존한다. Prósper (1999)는 루시타니아어가 이베리아 반도에 켈트족이 들어오기 전부터 사용되던 언어이며 고유럽 언어의 요소를 보존하고 있어 그 기원이 더 오래되었을 가능성이 있다고 주장하였다. 이 가설은 루시타니아인이 이탈리아켈트어파의 공통 조상에서 일찍이 갈라져 나온 집단이라는 주장을 골자로 한다.

## 같이 보기
- 루시타니아인
- 켈티베리아어